# Сан-Хосе-де-лас-Лахас
Сан-Хосе́-де-лас-Ла́хас (исп. San José de las Lajas) — муниципалитет и город в бывшей провинции Гавана на Кубе. Начиная с 2011, административный центр новой провинции Маябеке. Город основан в 1778 году.
Площадь муниципалитета составляет 591 км². Численность населения муниципалитета в 2004 году — 69 375 человек, а плотность — 117,4 чел./км².
Сан-Хосе-де-лас-Лахас расположен в центре провинции. Через него пролегает и делит пополам автомобильная трасса Карретера Сентраль, одна из наиболее важных транспортных артерий Кубы. Рядом с городом происходит главная автомагистраль страны Аутописта Насьональ. В городе находится Гаванский Аграрный Университет и ряд исследовательских институтов сельскохозяйственных наук.
Муниципалитет поделён на районы: Чавес, Котилья, Гануса, Индепенсия Норте, Индепенсия Сур, Хамайка, Хаула, Португалете, Сан-Андрес, Санта-Барабара и Тапасте.

## Демография
Численность населения муниципалитета — 69 375 человек (по состоянию на 2004 год).